# میکا کانایی

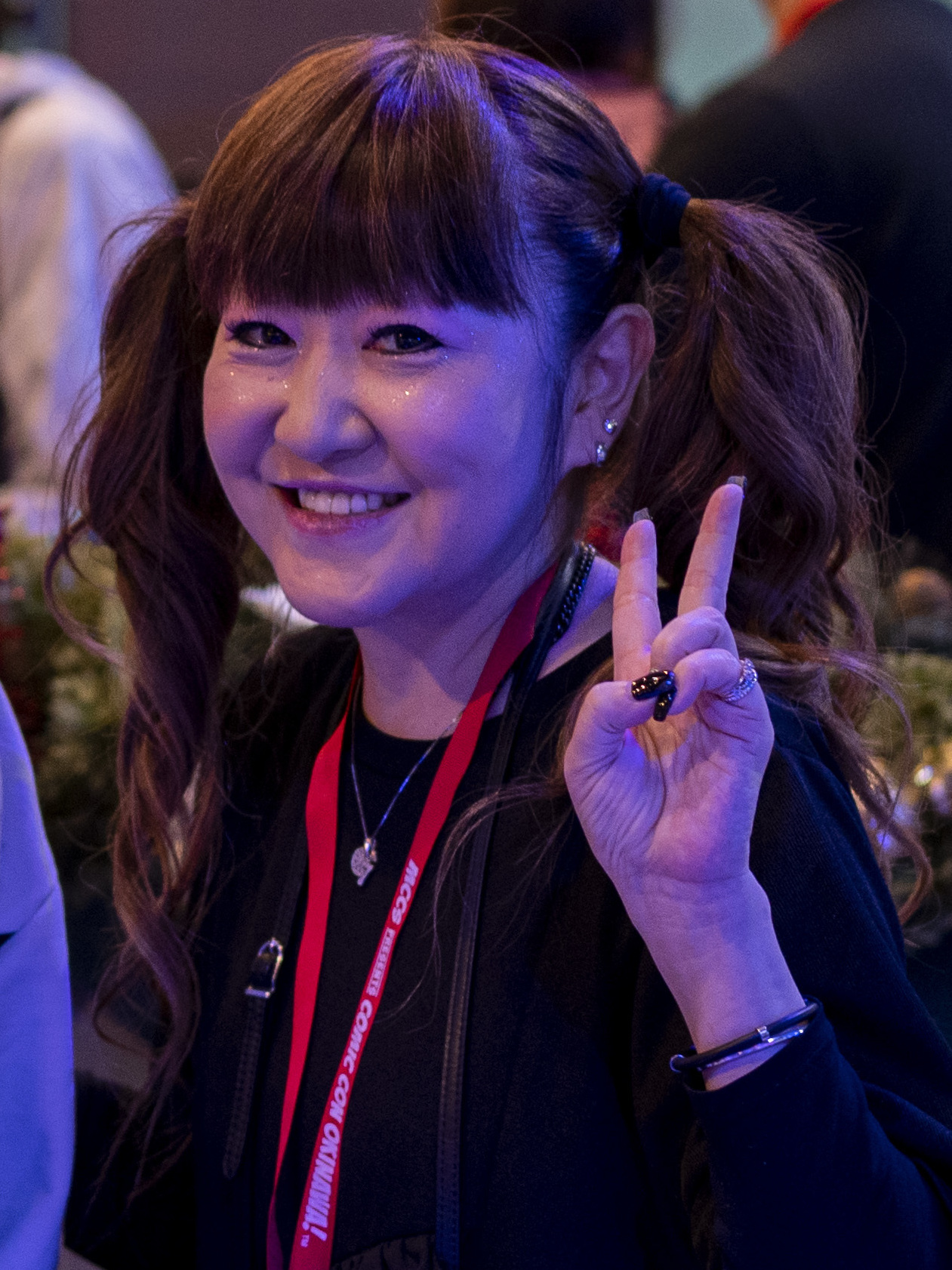
میکا کنایی

میکا کنایی (انگلیسی: Mika Kanai; ۱۸ مارس ۱۹۶۴ – ) Voice actress، خواننده اهل ژاپن بود.
از فیلم‌ها یا برنامه‌های تلویزیونی که وی در آن نقش داشته‌است می‌توان به دی شکارچی خونآشام: تشنه خون اشاره کرد.